# Atentatul de la maratonul din Boston

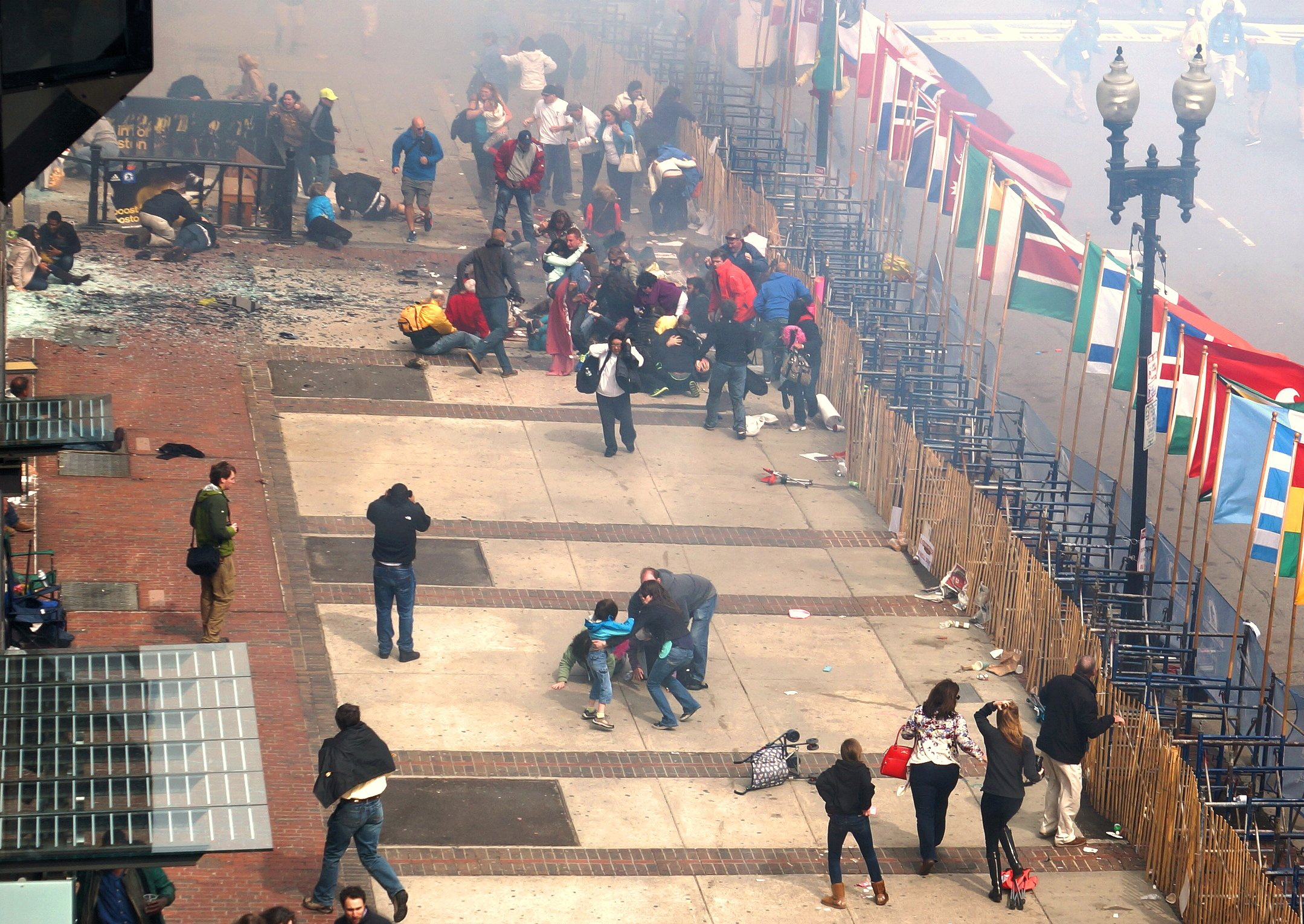
La câteva secunde după prima explozie

Atentatul de la maratonul din Boston a avut loc luni, 15 aprilie 2013, ora locală 14:45, când două bombe au fost detonate în apropierea liniei de sosire a maratonului din Boston, statul Massachusetts, Statele Unite ale Americii. Cele două explozii s-au produs aproape simultan la o distanță 15 - 20 metri una de cealaltă , 3 persoane au decedat, iar alte 264 au fost rănite (din care 17 se află în stare critică, iar alte 25 în stare gravă).
O a treia explozie a avut loc la Biblioteca J.F. Kennedy din Boston, după aproximativ două ore. Nu există informații despre eventuale victime în al treilea incident.
Încă două dispozitive explozive au fost depistate în oraș și au fost dezamorsate, anunță surse din cadrul serviciilor de intervenție citate de CNN.

## Investigații

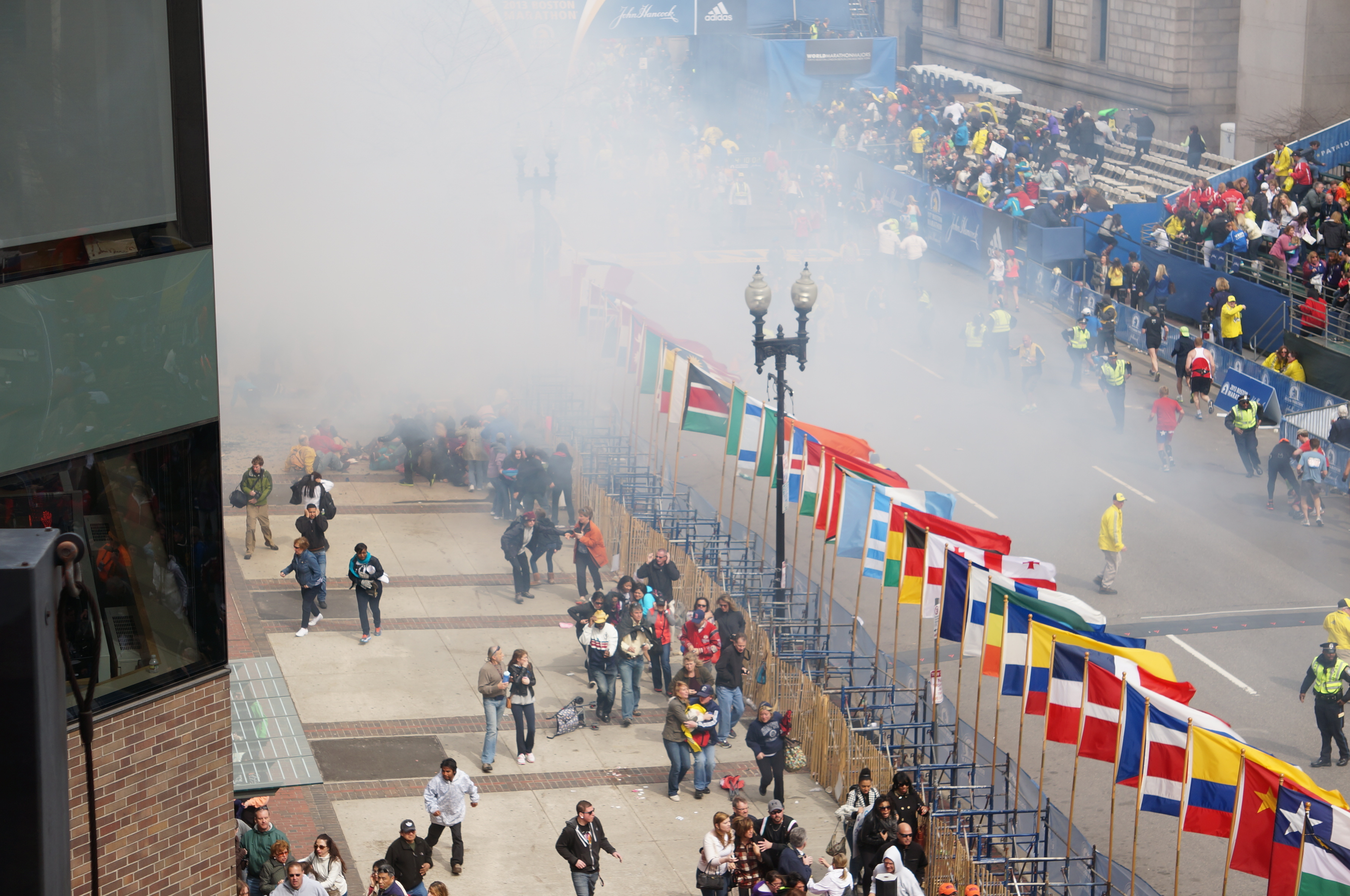
Vedere asupra străzii pe care se desfășura maratonul, la un minut după explozie

Au existat rapoarte că unul dintre suspecți ar fi o persoană rănită provenind din Arabia Saudită, fiind internată în spital, sub protecția poliției, dar, mai târziu, poliția din Boston a negat acest comentariu.
Biroul Federal de Investigații a recunoscut atacurile drept "teroriste". Anchetatorii FBI nu au stabilit încă dacă este vorba de un complot terorist intern sau de unul internațional.

### Suspecți
Unul dintre suspecții atentatului a fost împușcat în timpul unei operațiuni derulate de poliția din Watertown (oraș la 10 km de Boston), și, ulterior, a murit la spital. Al doilea suspect, considerat înarmat și periculos, a fost găsit rănit, dar viu într-o barcă în curtea din spate a unei case din suburbia orașului Boston. Acțiunea de prindere a celor doi bărbați a început noaptea (18 aprilie), la ora locală 22.30, după ce un polițist din campusul universitar MIT, de lângă Boston, a fost împușcat mortal.
A fost stabilită identitatea suspecților, fiind vorba de frații Tamerlan (26 ani) și Djohar Țarnaev (19 ani). Cei doi bărbați au locuit, până în 2002, în Mahacikala, Daghestan, Rusia, anterior strămutându-se din Kârgâzstan. Sunt ceceni după naționalitate. Suspecții locuiau de mulți ani în Statele Unite și erau rezidenți americani, Tamerlan obținând cetățenie americană în 2012.

## Reacții
- Președintele american, Barack Obama, a declarat: "Poporul american se va ruga pentru Boston, eu și Michelle ne rugăm și suntem alături de familiile victimelor"[9].
- Vicepreședintele SUA, Joseph Biden, a declarat că este foarte probabil ca exploziile să fi fost un "atentat" terorist[10].

## Teoria conspirației
Alex Jones și-a exprimat pe Twitter regretele sale privind victimele și a precizat că atacul este o parte a unei conspirații guvernamentale organizate sub steag fals prin intermediul FBI.
Teorii similare au apărut și la Atentatele din 11 septembrie 2001, de aceea Jaime Muehlhausen a cumpărat web-site-ul bostonmarathonconspiracy.com pentru a preveni ca vreun țăcănit să promoveze astfel de teorii conspirative.
Printre ideile vehiculate se numără cărțile de joc Illuminati sau un episod din O familie dementă care a avut premiera la 17 martie 2013. În acest episod (denumit „Turban Cowboy”) personajul principal Peter Griffin conduce o mașină care trece peste câțiva alergători ai maratonului din Boston.

## Vezi și
- Patriots Day, film din 2016